# Гоумвуд-Каньйон (Каліфорнія)
Гоумвуд-Каньйон (англ. Homewood Canyon) — переписна місцевість (CDP) в США, в окрузі Іньйо штату Каліфорнія. Населення — 40 осіб (2020).

## Географія
Гоумвуд-Каньйон розташований за координатами 35°53′24″ пн. ш. 117°23′11″ зх. д. / 35.89000° пн. ш. 117.38639° зх. д. (35.890040, -117.386414).  За даними Бюро перепису населення США в 2010 році переписна місцевість мала площу 26,55 км², уся площа — суходіл.

## Демографія
Згідно з переписом 2010 року, у переписній місцевості мешкали 44 особи в 24 домогосподарствах у складі 10 родин. Густота населення становила 2 особи/км².  Було 36 помешкань (1/км²).
Расовий склад населення:
| - 84,1 % — білих - 11,4 % — осіб інших рас |

До двох чи більше рас належало 4,5 %. Частка іспаномовних становила 13,6 % від усіх жителів.
За віковим діапазоном населення розподілялося таким чином: 9,1 % — особи молодші 18 років, 68,2 % — особи у віці 18—64 років, 22,7 % — особи у віці 65 років та старші. Медіана віку мешканця становила 56,0 року. На 100 осіб жіночої статі у переписній місцевості припадало 144,4 чоловіків;  на 100 жінок у віці від 18 років та старших — 150,0 чоловіків також старших 18 років.
Цивільне працевлаштоване населення становило 0 осіб. 